# Dezső Földes
Dezső Földes (* 30. Dezember 1880 in Miskolc, Ungarn; † 27. März 1950 in Cleveland, Ohio) war ein ungarischer Säbelfechter und zweifacher Olympiasieger.
Bei den Olympischen Spielen 1908 in London gewann er mit der ungarischen Mannschaft die Goldmedaille im Säbelfechten. Vier Jahre später bei den Spielen in Stockholm konnte er diese verteidigen. Als beste Klassierung in einem Einzelwettkampf erreichte er mit dem Säbel in Stockholm Platz 8. 
Földes zog 1912 in die Vereinigten Staaten und eröffnete eine Klinik für Arme in Cleveland, Ohio. Er war der einzige ungarische Fecht-Olympiasieger jüdischer Abstammung, der den Zweiten Weltkrieg überlebte.